# Rhesala diminutiva
Rhesala diminutiva là một loài bướm đêm trong họ Noctuidae.